# Pteris johannis
Pteris johannis là một loài dương xỉ trong họ Pteridaceae. Loài này được Winkleri C.Chr. mô tả khoa học đầu tiên năm 1928.
Danh pháp khoa học của loài này chưa được làm sáng tỏ. 